# 6.6.6
6.6.6 è un album del gruppo musicale francese hardcore punk dei Tagada Jones, pubblicato nel 2007.
Il titolo del CD, uscito nei negozi in occasione del concerto numero 1000, è dovuto al fatto che contiene 6 brani inediti, 6 remix e 6 cover. Le cover sono tutte canzoni realizzate da gruppi francesi, a eccezione di Alternative, poiché gli Exploited, ovvero coloro che hanno composto la canzone, sono Scozzesi. Le 6 canzoni inedite sono state composte dai Tagada Jones, con tracce che parlano contro la droga, l'ostilità delle nazioni e delle guerre; inoltre c'è da ricordare che la traccia 11 è stata composta assieme al gruppo francese synthpunk/industrial Punish Yourself, mentre la traccia 12 (Sous le Bombes), è stata composta assieme al DJ rap Cellule X.
Le ultime 6 tracce, sono dei remix realizzati da vari DJ francesi di loro canzoni, tutte contenute nell'album precedente, Le feu aux poudres.

## Tracce
1. Jouer avec le feu - 2:28 (Les Sheriff)
2. Osmose 99 - 3:25 (Parabellum)
3. Quelle sacrée revanche - 2:15 (OTH)
4. Vivre libre ou mourir - 3:31 (Bérurier Noir)
5. Alternative - 2:00 (The Exploited)
6. Antisocial - 4:16 (Trust)
7. Hommage à Parabellum - 3:41 (Tagada Jones)
8. L'alternative - 3:45 (Tagada Jones)
9. On roule - 3:16 (Tagada Jones)
10. A qui la faute? - 3:03 - (Tagada Jones)
11. Nation to nation - 3:36 (vs Punish Yourself)
12. Sous les bombes - 3:34 (vs Cellule X)
13. Pavillon noir - 4:46 (Rotator)
14. Le feu aux poudres - 3:58 (X Makeena)
15. Epidémie - 4:20 (Alif Sound System)
16. Thérapie - 4:59 (Formal Dehyde)
17. Cauchemar - 5:36 (Yosh)
18. Kamikaze - 5:55 (Chandora)

## Formazione
- Niko - voce, chitarra
- Stef - chitarra
- Boiboi - batteria
- Seb - basso
- Gus° - Campionatore, voce

° Gus ha lasciato la band quando l'album non era ancora finito, in quel periodo è stato Boiboi ad occuparsi dei campionatori